# Norman Lewis
John Frederick Norman Lewis (Enfield, 28 juni 1908 - Saffron Walden, 22 juli 2003) was een Britse schrijver bekend van zijn reisverhalen, romans en meerdere autobiografieën.